# Station Rixensart
Station Rixensart is een spoorwegstation langs spoorlijn 161 (Brussel - Namen) in de gemeente Rixensart.
In 2021 sloten de loketten hun deuren. Sindsdien is het een stopplaats.

## Treindienst
| Serie | Treinsoort | Route                                                                                | Bijzonderheden |
| ----- | ---------- | ------------------------------------------------------------------------------------ | --- |
| S 8   | GEN (NMBS) | Zottegem – Brussel-Zuid – Brussel-Schuman – Rixensart – Ottignies – Louvain-la-Neuve | Rit naar Zottegem rijdt niet in het weekend. Een rit rijdt dagelijks tussen Brussel-Zuid - Ottignies. Een rit rijdt dagelijks tussen Ottignies - Louvain-la-Neuve. |
| S 81  | GEN (NMBS) | Schaarbeek – Brussel-Schuman – Rixensart – Ottignies                                 | Rijdt enkel tijdens de spits tijdens het schooljaar |

## Galerij

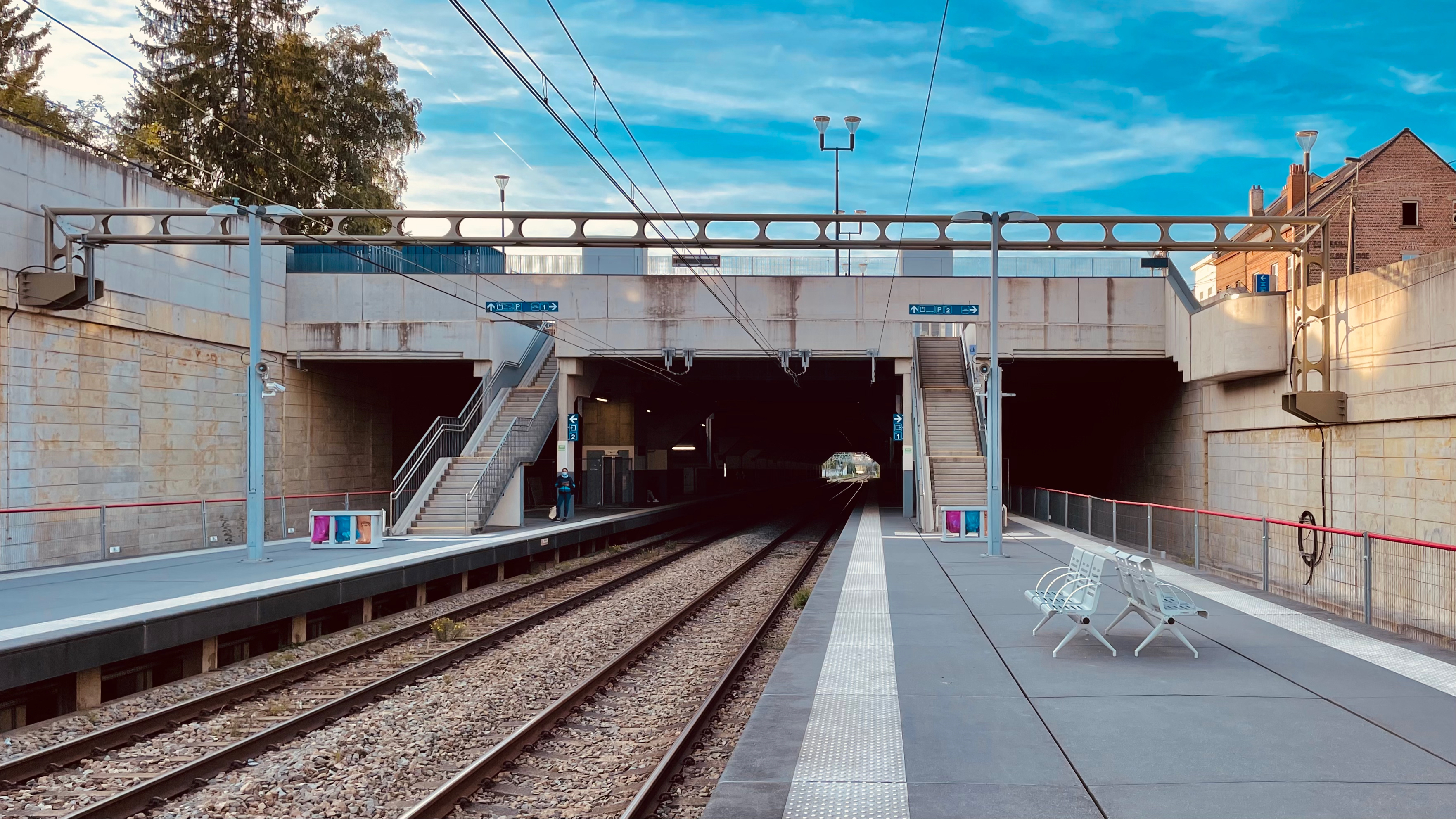
Zicht op de perrons
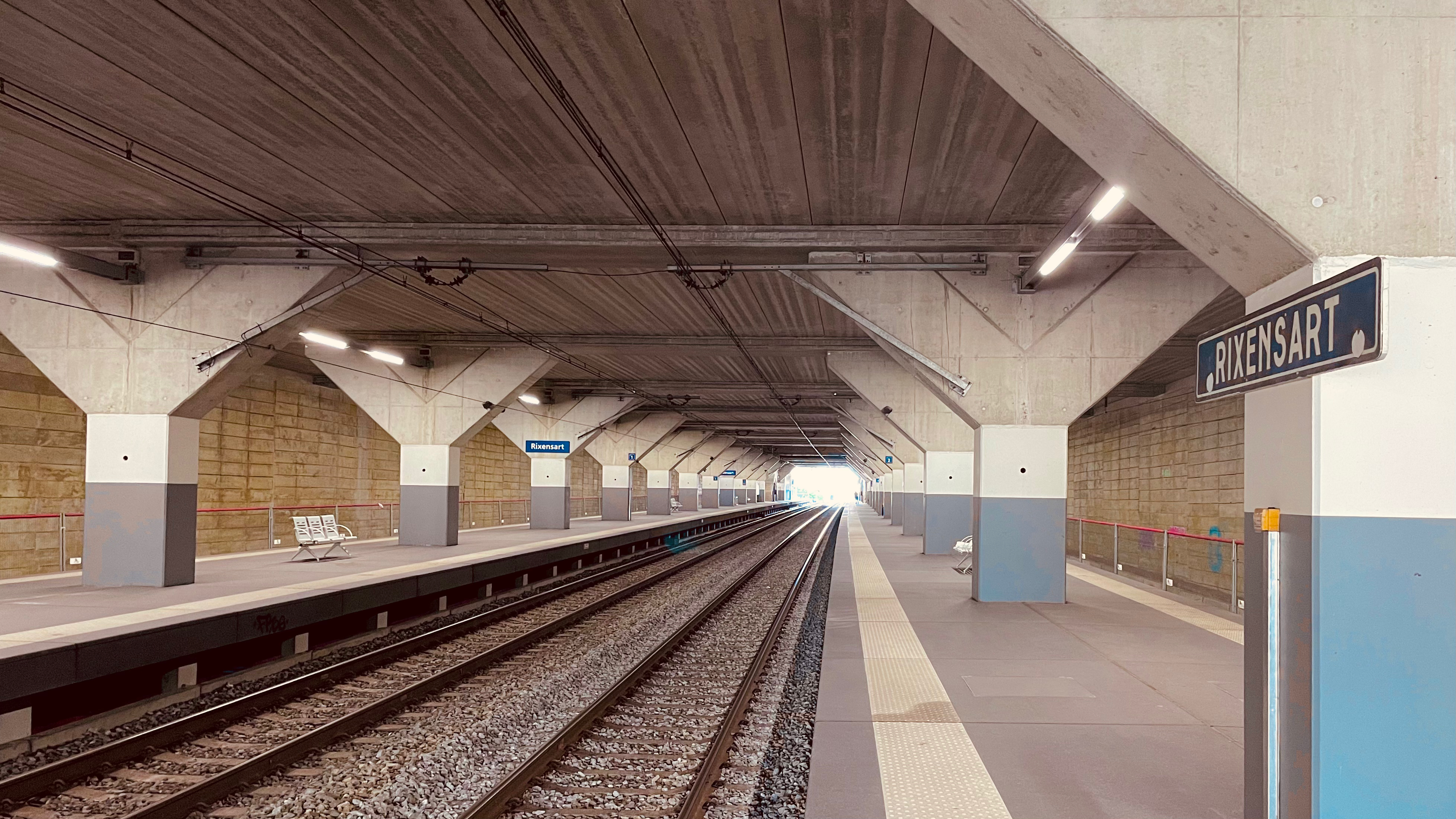
Het overdekte station
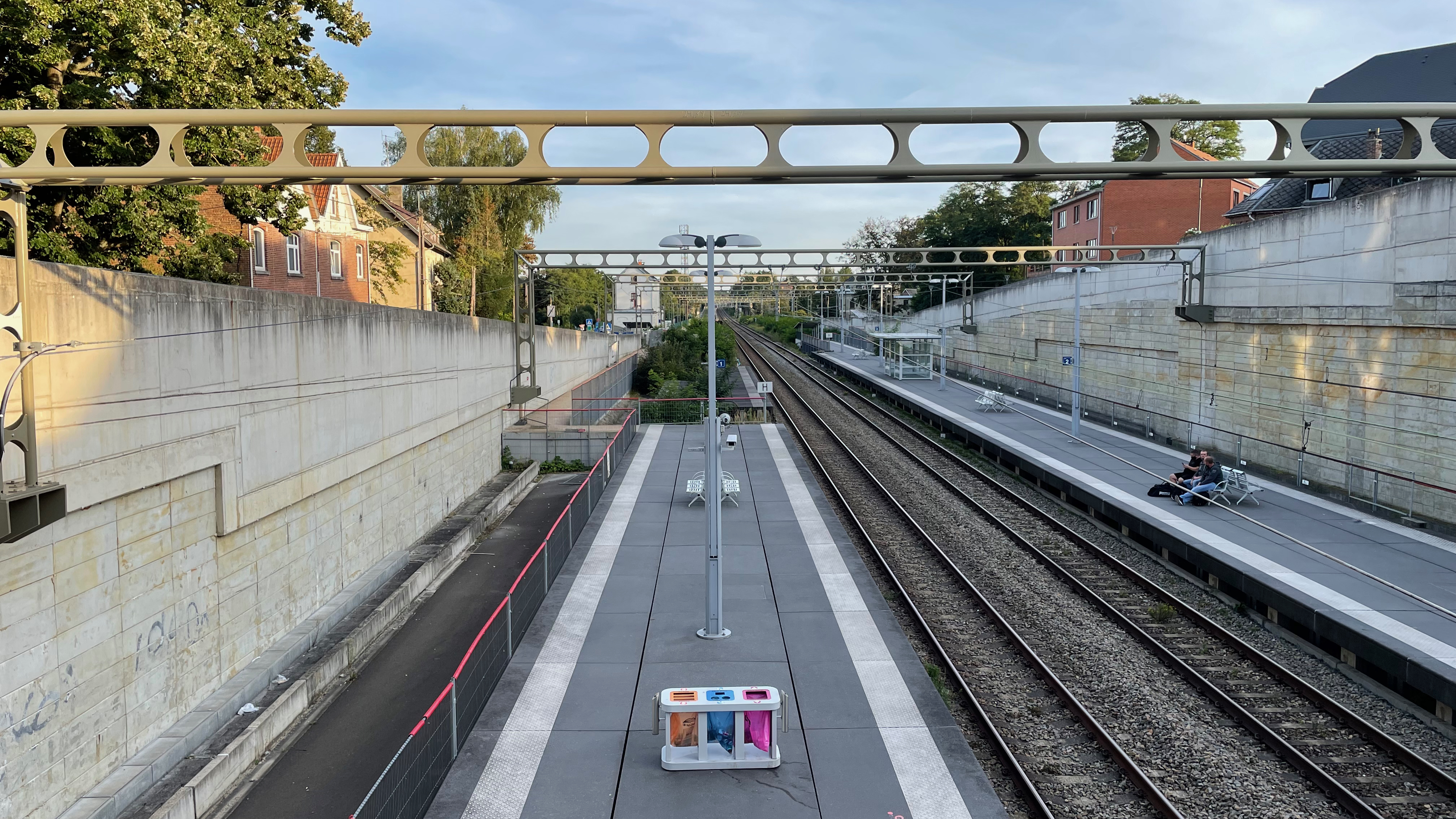
Bovenaanzicht perrons
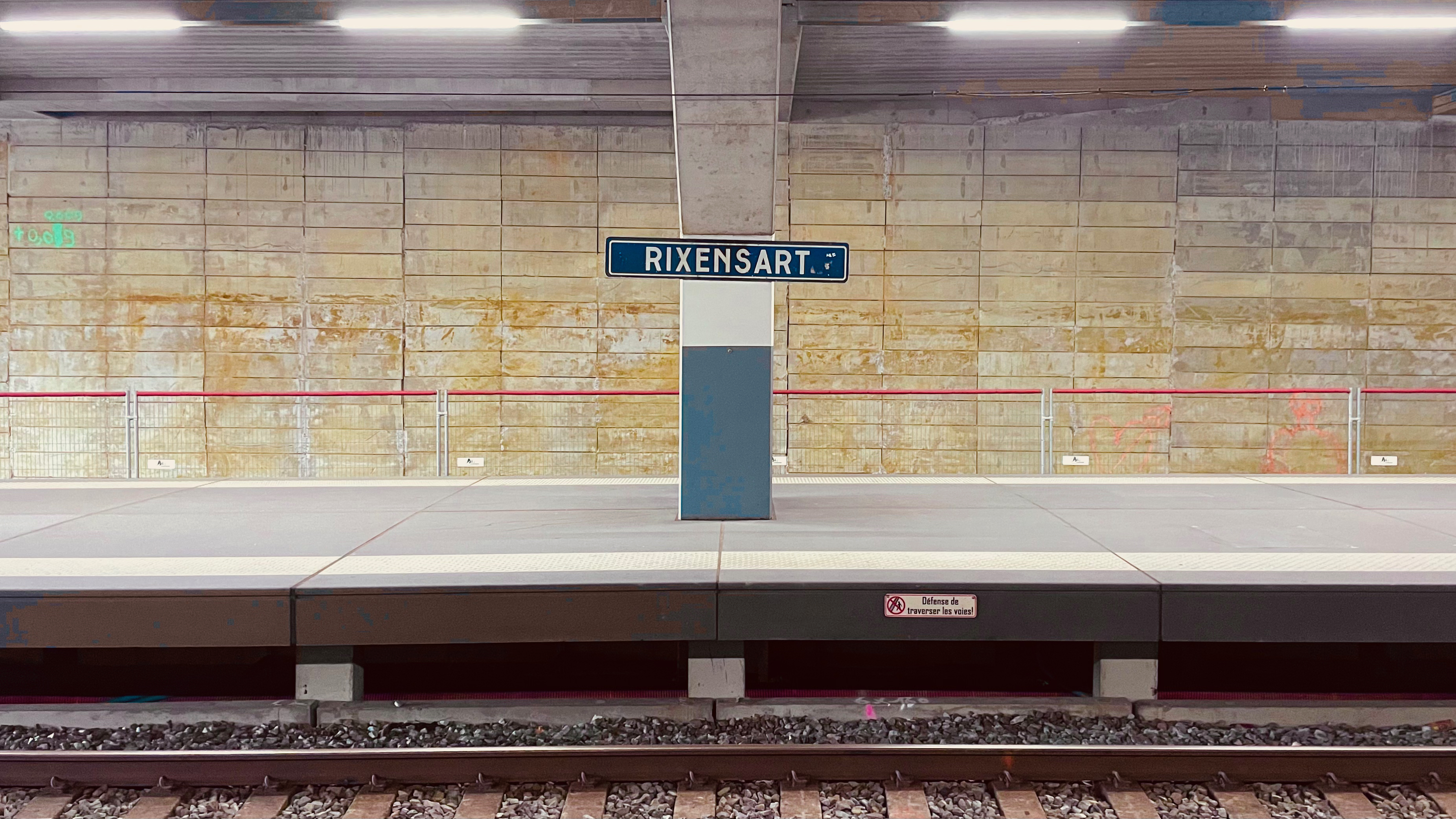
Plaatsnaambord

## Reizigerstellingen
De grafiek en tabel geven het gemiddeld aantal instappende reizigers weer op een week-, zater- en zondag.
| Tabel: aantal instappende reizigers station Rixensart | Tabel: aantal instappende reizigers station Rixensart | Tabel: aantal instappende reizigers station Rixensart | Tabel: aantal instappende reizigers station Rixensart |
|                                                       | Weekdag                                               | Zaterdag                                              | Zondag                                                |
| ----------------------------------------------------- | ----------------------------------------------------- | ----------------------------------------------------- | ----------------------------------------------------- |
| 1977                                                  | 2 351                                                 | 369                                                   | 333                                                   |
| 1978                                                  | 2 387                                                 | 444                                                   | 360                                                   |
| 1979                                                  | 1 869                                                 | 170                                                   | 283                                                   |
| 1980                                                  | 1 855                                                 | 405                                                   | 301                                                   |
| 1981                                                  | 1 933                                                 | 423                                                   | 274                                                   |
| 1982                                                  | 1 907                                                 | 165                                                   | 107                                                   |
| 1983                                                  | 1 904                                                 | 371                                                   | 302                                                   |
| 1984                                                  | 1 734                                                 | 307                                                   | 219                                                   |
| 1985                                                  | 1 599                                                 | 340                                                   | 304                                                   |
| 1986                                                  | 1 495                                                 | 313                                                   | 187                                                   |
| 1987                                                  | 1 480                                                 | 383                                                   | 263                                                   |
| 1988                                                  | 1 515                                                 | 376                                                   | 231                                                   |
| 1989                                                  | 1 409                                                 | 303                                                   | 225                                                   |
| 1990                                                  | 1 093                                                 | 249                                                   | 157                                                   |
| 1991                                                  | 1 103                                                 | 305                                                   | 218                                                   |
| 1992                                                  | 1 274                                                 | 291                                                   | 145                                                   |
| 1993                                                  | 1 603                                                 | 303                                                   | 190                                                   |
| 1994                                                  | 1 520                                                 | 350                                                   | 217                                                   |
| 1995                                                  | 1 489                                                 | 399                                                   | 204                                                   |
| 1996                                                  | 1 441                                                 | 344                                                   | 164                                                   |
| 1997                                                  | 1 271                                                 | 380                                                   | 219                                                   |
| 1998                                                  | 1 407                                                 | 380                                                   | 260                                                   |
| 1999                                                  | 1 327                                                 | 326                                                   | 206                                                   |
| 2000                                                  | 1 483                                                 | 401                                                   | 265                                                   |
| 2001                                                  | 1 469                                                 | 382                                                   | 246                                                   |
| 2002                                                  | 1 481                                                 | 476                                                   | 242                                                   |
| 2003                                                  | 1 399                                                 | 348                                                   | 216                                                   |
| 2004                                                  | 1 621                                                 | 390                                                   | 305                                                   |
| 2005                                                  | 1 792                                                 | 479                                                   | 408                                                   |
| 2006                                                  | 1 682                                                 | 492                                                   | 285                                                   |
| 2007                                                  | 1 698                                                 | 445                                                   | 264                                                   |
| 2008                                                  | -                                                     | -                                                     | -                                                     |
| 2009                                                  | 1 729                                                 | 393                                                   | 259                                                   |
| 2010                                                  | -                                                     | -                                                     | -                                                     |
| 2011                                                  | -                                                     | -                                                     | -                                                     |
| 2012                                                  | 1 546                                                 | 397                                                   | 256                                                   |
| 2013                                                  | 1 396                                                 | 303                                                   | 219                                                   |
| 2014                                                  | 1 641                                                 | 363                                                   | 237                                                   |
| 2015                                                  | 1 321                                                 | 299                                                   | 221                                                   |
| 2016                                                  | 1 454                                                 | 179                                                   | 219                                                   |
| 2017                                                  | 1 643                                                 | 256                                                   | 204                                                   |
| 2018                                                  | 1 291                                                 | 240                                                   | 282                                                   |
| 2019                                                  | 1 438                                                 | 366                                                   | 365                                                   |
| 2020                                                  | 863                                                   | 215                                                   | 247                                                   |
| 2021                                                  | -                                                     | -                                                     | -                                                     |
| 2022                                                  | 1 638                                                 | 451                                                   | 411                                                   |
| 2023                                                  | 1 742                                                 | 451                                                   | 355                                                   |
| 2024                                                  | 1 683                                                 | 425                                                   | 319                                                   |

0,0: Schaarbeek ·
3,5: Koninklijke-Sint-Mariastraat ·
4,4: Rogierstraat ·
5,1: Leuvensesteenweg ·
5,8: Brussel-Schuman ·
6,1: Wetstraat ·
7,0: Brussel-Luxemburg ·
8,0: Mouterij ·
8,9: Etterbeek ·
10,1: Watermaal ·
12,0: Bosvoorde ·
13,9: Zoniënwoud ·
17,0: Groenendaal ·
18,9: Hoeilaart ·
20,0: Bakenbos ·
22,0: Terhulpen ·
23,2: Genval ·
25,2: Rixensart ·
27,7: Profondsart ·
29,0: Le Buston ·
30,0: Ottignies ·
36,0: Mont-Saint-Guibert ·
38,0: Blanmont ·
40,0: Chastre ·
41,9: Ernage ·
45,0: Gembloers ·
47,6: Lonzée ·
50,9: Beuzet ·
53,0: Saint-Denis-Bovesse ·
56,0: Rhisnes ·
62,0: Namen